# Município de Mansfield (condado de Richland, Ohio)
O município de Mansfield (em inglês: Mansfield Township) é um município localizado no condado de Richland no estado estadounidense de Ohio. No ano de 2010 tinha uma população de 47.767 habitantes e uma densidade populacional de 609,3 pessoas por km².

## Geografia
O município de Mansfield encontra-se localizado nas coordenadas 40° 46′ 00″ N, 82° 31′ 51″ O. Segundo a Departamento do Censo dos Estados Unidos, o município tem uma superfície total de 78.4 km², da qual 78.26 km² correspondem a terra firme e (0.18%) 0.14 km² é água.

## Demografia
Segundo o censo de 2010, tinha 47.767 habitantes residindo no município de Mansfield. A densidade populacional era de 609,3 hab./km². Dos 47.767 habitantes, o município de Mansfield estava composto pelo 73.29% brancos, o 22.17% eram afroamericanos, o 0.2% eram amerindios, o 0.73% eram asiáticos, o 0.05% eram insulares do Pacífico, o 0.55% eram de outras raças e o 3% pertenciam a dois ou mais raças. Do total da população o 1.92% eram hispanos ou latinos de qualquer raça.